# SN 2011dh
SN 2011dh – supernowa typu II odkryta w czerwcu 2011 w galaktyce Wir (M51).
Gwiazda, która eksplodowała jako supernowa, była najprawdopodobniej żółtym nadolbrzymem o masie pomiędzy 18 a 24 M☉. 
Odkrycia dokonał francuski astronom amator Stephen Bailey Lamotte 2 czerwca 2011.  Galaktyka M51, w której zaobserwowano eksplozję, jest bardzo aktywna; wcześniej odkryto w niej wybuchy SN 2005cs oraz SN 1994I.
Analiza materiału wyrzuconego w przestrzeń kosmiczną wskazuje, że nie była to typowa supernowa.  Zaobserwowana mieszanka pierwiastków wyrzuconych z gwiazdy sugeruje znacznie starszą gwiazdę niż żółty nadolbrzym będący we wczesnym etapie ewolucji.